# 1076
Năm 1076 trong lịch Julius.

## Mất
- Sancho Garcés IV của Pamplona